# مازن درویش
مازن درویش (عربی: مازن درويش؛ – ) وکیل، فعال حقوق بشر، و مدافع آزادی بیان اهل سوریه است. او رئیس مرکز رسانه‌ها و آزادی بیان (CMFE) سوریه است. سازمان‌های خبری، از جمله رویترز و آسوشیتد پرس، او را یکی از برجسته‌ترین فعالان سوریه دانسته‌اند. او در سال ۲۰۱۲ بازداشت و در آگوست ۲۰۱۵ از زندان آزاد شد.

## فعالیت‌ها
درویش رئیس مرکز رسانه‌ها و آزادی بیان سوریه (CMFE)، همکار سازمان گزارشگران بدون مرز در سال ۲۰۰۴ بود. این سازمان توسط دولت سوریه تأیید نشده، اما همچنان به صورت مخفی فعالیت می‌کند. در سال ۲۰۰۶، این گروه یک وب سایت خبری مستقل، syriaview.net را راه اندازی کرد، اما این سایت فوراً توسط دولت سوریه مسدود شد.
در آوریل ۲۰۰۸، مازن درویش و همکارش پس از گزارش شورش در آدرا، در نزدیکی شهر دمشق دستگیر شدند. او به اتهام "نشر اکاذیب و توهین به ادارات دولتی" محکوم و ده روز زندانی شد. ۳۵ سازمان بین‌المللی آزادی مطبوعات مشترکاً بیانیه‌ای امضا و منتشر کردند که بازداشت مازن را به عنوان بخشی از "الگوی مداوم آزار و اذیت و بازداشت روزنامه نگاران و فعالان" توصیف کرده بودند. همچنین مازن درویش ممنوع‌الخروج شد تا از خروج او از سوریه جلوگیری کند.
وی همچنین گزارشی در مورد درگیری‌های درعا در اوایل سال ۲۰۱۱، و در مراحل آغاز جنگ داخلی سوریه منتشر کرد. در ماه مارس او در تظاهراتی برای آزادی زندانیان سیاسی سوریه شرکت کرد و پس از آن سازمان دیدبان حقوق بشر سوریه گزارش داد که درویش مدت کوتاهی پس از آن تظاهرات بازداشت شده‌است.

## بازداشت
درویش در ۱۶ فوریه ۲۰۱۲ احتمالاً توسط بازوی اطلاعاتی نیروی هوایی سوریه دستگیر شد. ۱۵ روزنامه نگار و فعال دیگر در همان روز دستگیر شدند، وبلاگ نویس سوری-آمریکایی رزان غزاوی و یارا بدر روزنامه‌نگار و همسر مازن درویش از جمله بازداشت‌شدگان بودند. کمیسیون بین‌المللی حقوق بشر در سوئیس در ماه اوت گزارش داد که مازن درویش دریک دادگاه نظامی محرمانه محاکمه می‌شود و ممکن است او با مجازات اعدام بدون دادرسی عادلانه و بدون درخواست تجدید نظر مواجه شود.
عفو بین‌الملل معتقد است که مازن درویش یک زندانی وجدانی است که "صرفاً به دلیل استفاده صلح آمیز از حق آزادی بیان و در ارتباط با کار خود با CMFE، بازداشت شده است." بیش از ۲۰ سازمان بین‌المللی حقوق بشر، از جمله شبکه حقوقی اعراب، دیده بان حقوق بشر، فهرست سانسور، مؤسسه مطبوعات بین‌المللی، گزارشگران بدون مرز و سازمان جهانی مبارزه با شکنجه، نامه ای را امضا کرد که خواستار آزادسازی فوری آزادی دارویش شد. همچنین کاترین اشتون، نماینده عالی امور خارجه و سیاست امنیتی اتحادیه اروپا بازداشت درویش را محکوم کرد و از سوریه خواست تا بلافاصله او را آزاد کند.